# Aquamosh
Aquamosh, álbum musical del grupo Plastilina Mosh que se graba en 1998, contiene una mezcla de sonidos electrónicos, como downtempo y elementos de trip hop, a menudo con toques de punk; cuenta con la colaboración de artistas como los Café Tacvba (Bungaloo Punta Cometa), quienes cantan un coro en japonés. El arte del disco, al igual que en Juan Manuel estuvo a cargo de Aldo Chaparro. La primera portada del disco es su escultura Aquamosh, la cual también fue la forma que tuvo el Disco de Oro de este álbum.

## Canciones
1. «Niño Bomba»
2. «Afroman»
3. «Ode to Mauricio Garcés»
4. «Banano's Bar»
5. «Monster Truck»
6. «Encendedor»
7. «Bungaloo Punta Cometa»
8. «Aquamosh»
9. «I've Got That Milton Pacheco Kinda' Feeling»
10. «Pornoshop»
11. «Savage Sucker Boy»
12. «Mr. P. Mosh»